# Pedro Azenha
Pedro Azenha (ur. 25 marca 1981 we Florianópolis) – brazylijski siatkarz, występujący na pozycji atakującego.

## Kluby
- Banespa São Paulo
- St.Andre
- –2002 SE Palmeiras
- Bayamón
- St.Andre
- 2002–2007 University of Hawai
- 2007–2008 Almeria Volley
- 2008–2009 Finikas Syros
- 2009–2010 Jastrzębski Węgiel
- 2010–2011 Londrina / Sercomtel Volei
- 2011–2012 UFJF Volei
- 2012–2014 São Bernardo Vôlei

## Sukcesy
- 2001: Dwukrotny mistrz świata juniorów
- 2010: Puchar Polski
- 2010: Wicemistrzostwo Polski